# Giljotinen
Giljotinen är den åttonde boken i författaren Kim Kimselius serie om Theo och Ramona och gavs ut 2007. Handlingen utspelar sig under franska revolutionen.